# Matucana
Matucana és un gènere de cactus de la família de les cactàcies, que conté aproximadament 20 espècies, la majoria són plantes globulars. El gènere es coneix únicament al  Perú, al llarg del Riu Marañón.
La primera espècie va ser descoberta a prop de la ciutat de Matucana al Perú i descrita com a Echinocactus haynii per Otto en 1849. Matucana va ser confirmada per Britton & Rose en 1922. El gènere Eomatucana F.Ritter ha estat classificat com a sinònim d'aquest gènere.
Les espècies de Matucanes són rarament conreades. Algunes espècies es troben en perill d'extinció a causa de la seva venda al mercat especialitzat.

## Descripció
És una planta baixa, globosa o cilíndrica amb cos petit, es troba solitària o en grups. Les flors són simètriques, diürnes, en diversos colors, però principalment vermell, groc o rosat.

## Taxonomia

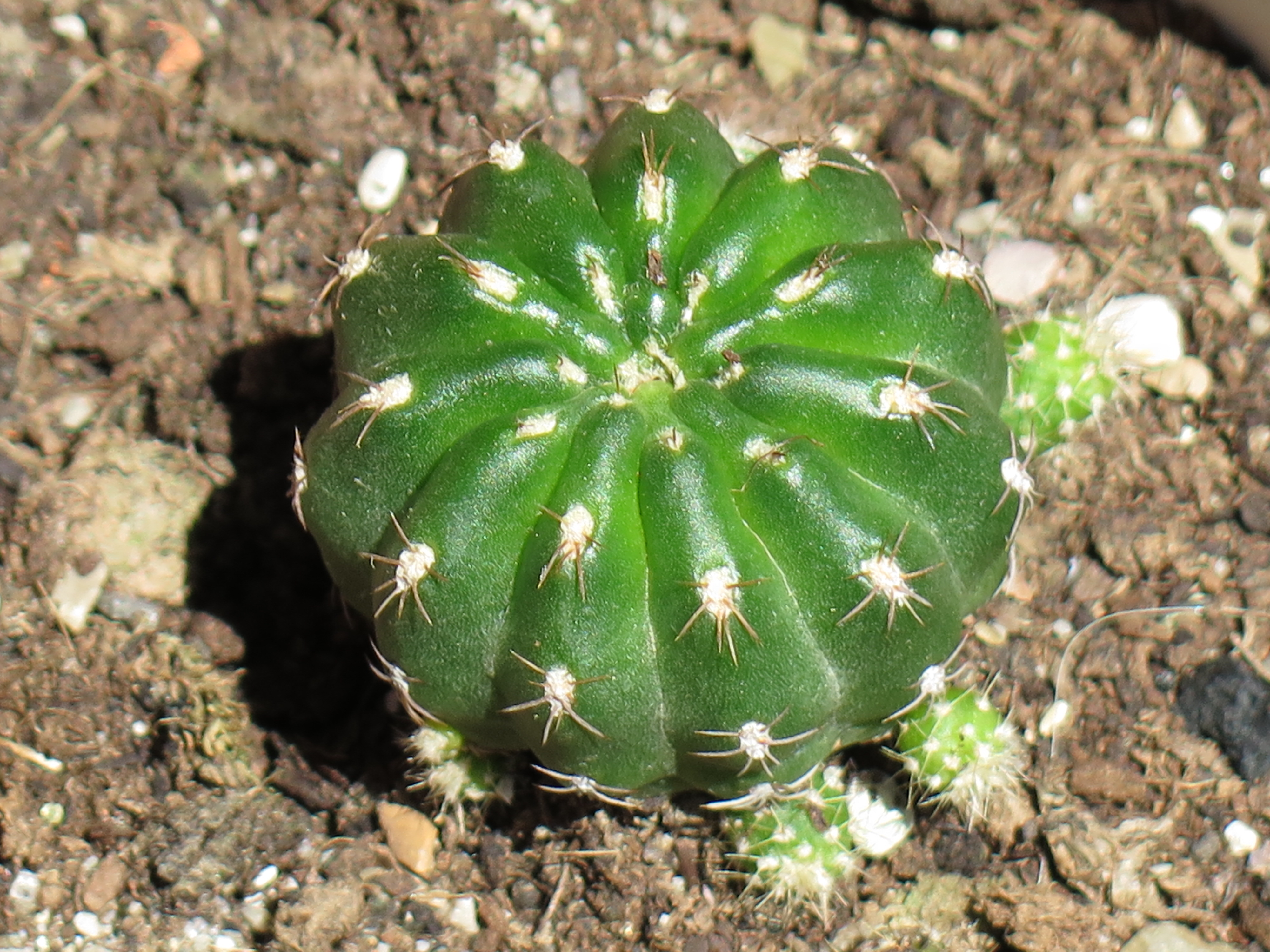
Matucana polzii

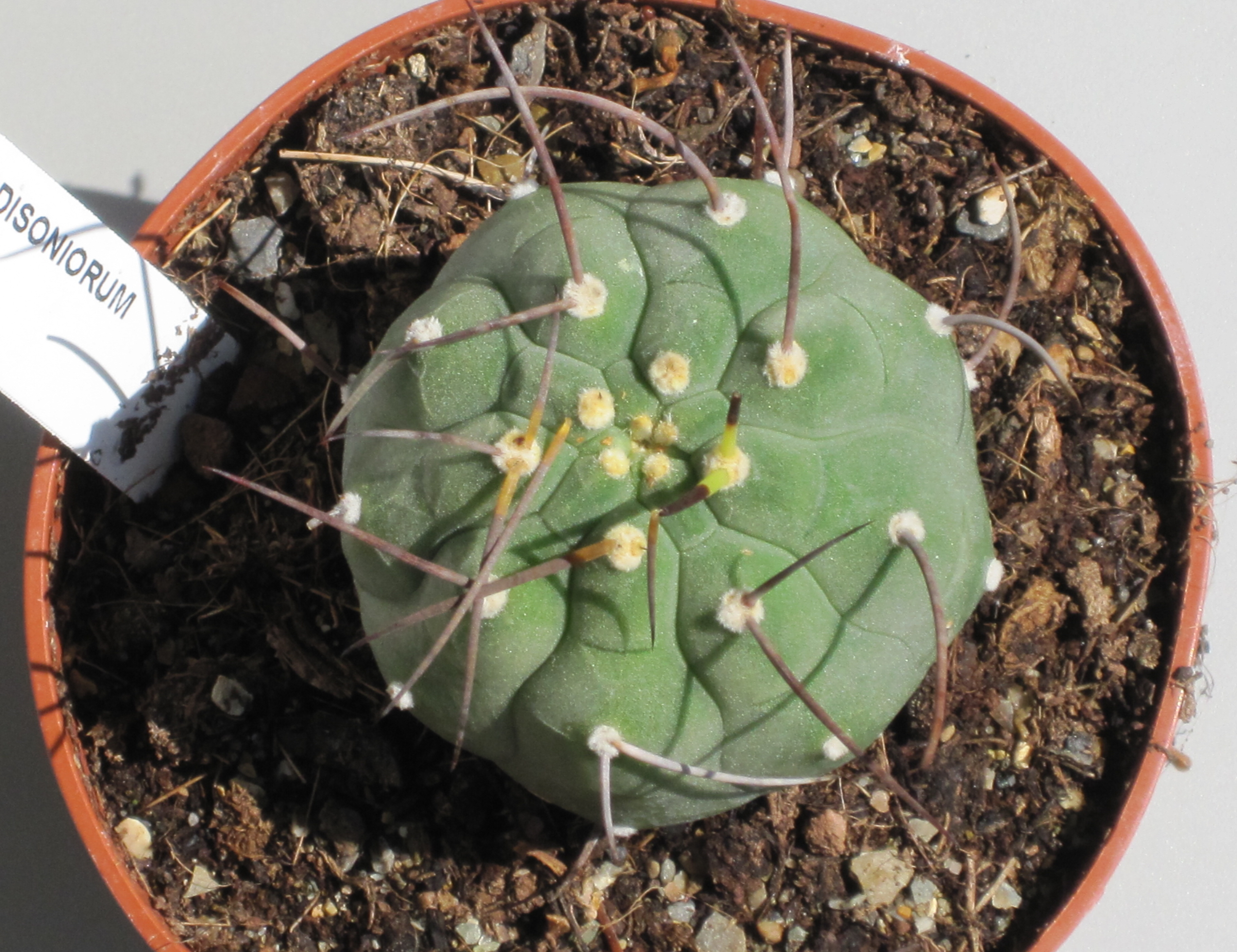
Matucana madisoniorum

El gènere va ser descrit per Britton i Rose i publicat a The Cactaceae; descriptions and illustrations of plants of the cactus family 3: 102. 1922. L'espècie tipus és: Echinocactus haynei Otto exSalm-Dyck.
Etimologia
Matucana: nom genèric que va ser nomenat per la ciutat de Matucana.
- Matucana auriantica
- Matucana aureiflora
- Matucana comacephala
- Matucana formosa
- Matucana fruticosa
- Matucana haynei
- Matucana huagalensis
- Matucana intertexta
- Matucana krahnii
- Matucana madisoniorum
- Matucana myriacantha
- Matucana oreodoxa
- Matucana paucicostata
- Matucana polzii
- Matucana pujupatii
- Matucana ritteri
- Matucana tuberculata
- Matucana weberbaueri